# Andrés Hurtado de Mendoza

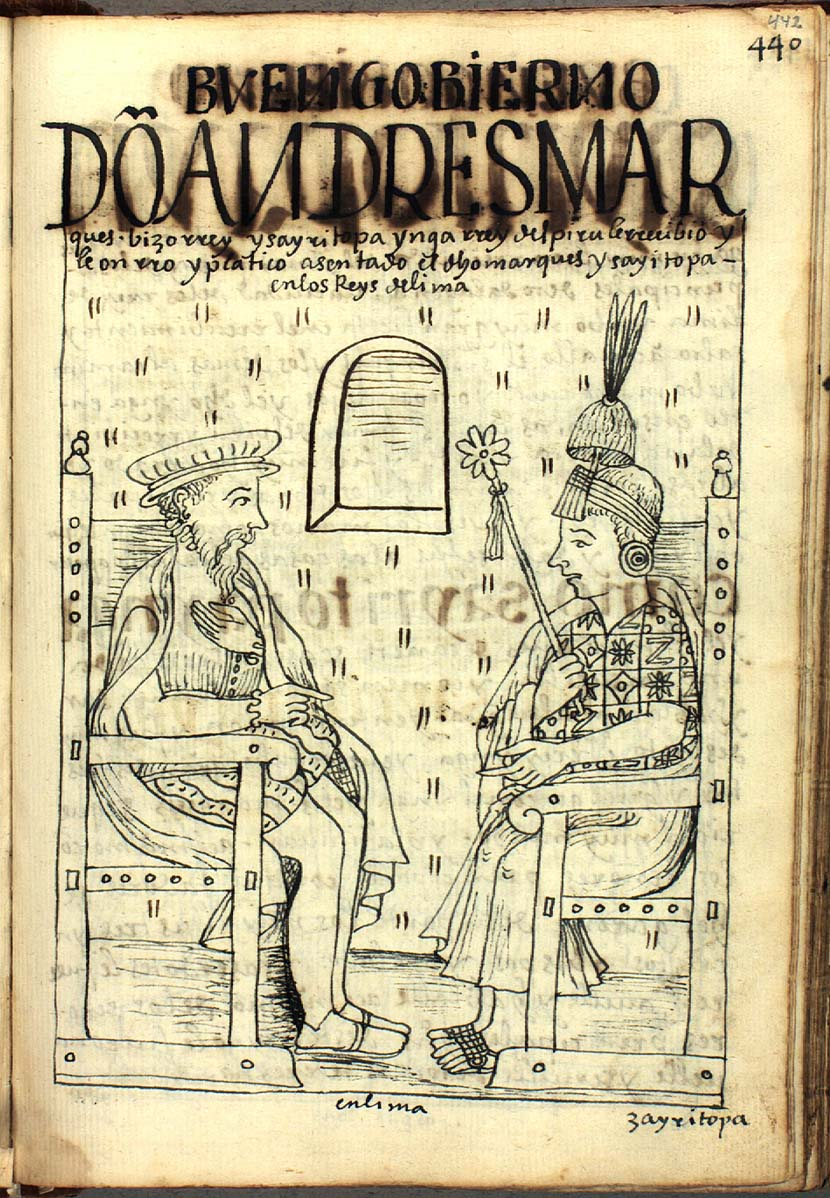
Representació d'Andrés Hurtado de Mendoza i Sayri Tupac.

Andrés Hurtado de Mendoza (Granada, Espanya, ? - Lima, Perú, 1561), segon Marquès de Cañete, va ser virrei del Perú (1556-1561), en l'època del rei Felip II. Abans, però, havia succeït al seu pare com a Montero Mayor de Castilla, acompanyant Carles I a Alemanya i Flandes.
Abans de ser nomenat virrei, va estar a Panamà, sotmetent totes les insubordinacions de la zona. Les seves instruccions eren pacificar i cristianitzar el territori. Un cop va arribar a Lima, el 29 de juny de 1556, va començar a imposar la seva mà dura i va expulsar tots els funcionaris que havien participat en enfrontaments en la Guerra civil entre els conquistadors del Perú. També va crear una guàrdia permanent, l'any 1557, i va reorganitzar algunes galeres com a flotes de costa.
Entre les seves principals actuacions cal destacar la rendició i submissió de Sayri Túpac, el darrer Inca de Vilcabamba, i fill de Manco Capac II, l'any 1560, a canvi del títol nobiliari de Senyor de Yucai i una renda de 10.000 pesos. L'any 1559 va patrocinar l'expedició de l'Amazones, liderada per Pedro de Ursúa i Lope de Aguirre. També va nomenar el seu fill García Hurtado de Mendoza com a governador de Xile, amb només 22 anys. En el seu mandat va fundar les ciutats de Cuenca (1558), Mendoza i Osorno (1559).
El rei Felip II va destituir Hurtado de Mendoza, després de moltes acusacions de descontrol econòmic i militar, sobretot per part dels exiliats. El disgust de la destitució i el tracte que va rebre del nou virrei, Diego López de Zúñiga y Velasco, van provocar la seva mort, el 30 de març de 1561. Les seves restes van ser traslladades i enterrades a Conca.